# Чемпионат России по греко-римской борьбе 2002
Чемпионат России по греко-римской борьбе 2002 года прошёл в Ульяновске в январе. В нём приняло участие 248 спортсмена из 43 регионов. Соревнования прошли в спорткомплексе Ульяновского государственного педагогического университета, который вмещает 460 зрителей.

## Медалисты
| Категория | Золото                                 | Серебро                                                     | Бронза                                       |
| --------- | -------------------------------------- | ----------------------------------------------------------- | -------------------------------------------- |
| до 55 кг  | Гейдар Мамедалиев Свердловская область | Ренат Биккинин Мордовия — Московская область                | Олег Урусмамбетов Кабардино-Балкария         |
| до 60 кг  | Акоп Мазаян Ульяновская область        | Рустем Мамбетов Санкт-Петербург                             | Алексей Огородников Красноярский край        |
| до 66 кг  | Роман Громов Москва                    | Максим Семёнов Москва                                       | Александр Перфилькин Мордовия                |
| до 74 кг  | Вартерес Самургашев Ростовская область | Евгений Спирин Мордовия                                     | Данил Халимов Свердловская область           |
| до 84 кг  | Александр Дыба Москва                  | Андрей Черепахин Новосибирская область — Московская область | Алексей Мишин Мордовия — Московская область  |
| до 96 кг  | Гоги Когуашвили Москва                 | Александр Безручкин Ульяновская область                     | Денис Шакая Санкт-Петербург — Омская область |
| до 120 кг | Алексей Тарабарин Ярославская область  | Сергей Артюхин Москва                                       | Муслим Магомедов Ростовская область          |